# Rezolucja pokojowa
Rezolucja Pokojowa (niem. Friedensresolution) – rezolucja uchwalona przez Reichstag 19 lipca 1917 podczas I wojny światowej.
Rezolucja głosiła dążenie do pokoju, wyrzeczenie się części nabytków terytorialnych oraz potępiała „gwałty polityczne, gospodarcze i finansowe”.
Uchwalona głosami socjaldemokratów, katolickiego Centrum oraz lewicy liberalnej.